# Кубок України з футболу 1992—1993
У другому розіграші Кубка України з футболу сезону 1992/93 року взяли участь 80 команд. Проходив з 26 липня 1992 року по 30 травня 1993 року.

«Динамо» (Київ), володар Кубка України

## Учасники
| Клуби вищої ліги: - «Буковина» (Чернівці) - «Верес» (Рівне) - «Волинь» (Луцьк) - «Динамо» (Київ) - «Дніпро» (Дніпропетровськ) - «Зоря-МАЛС» (Луганськ) - «Карпати» (Львів) - «Кремінь» (Кременчук) - «Кривбас» (Кривий Ріг) - «Металіст» (Харків) - «Металург» (Запоріжжя) - «Нива» (Тернопіль) - «Таврія» (Сімферополь) - «Торпедо» (Запоріжжя) - «Чорноморець» (Одеса) - «Шахтар» (Донецьк) | Клуби першої ліги: - «Автомобіліст» (Суми) - «Артанія» (Очаків) - «Ворскла» (Полтава) - «Десна» (Чернігів) - «Динамо-2» (Київ) - «Евіс» (Миколаїв) - «Закарпаття» (Ужгород) - «Кристал» (Чортків) - «Металург» (Нікополь) - «Нафтовик» (Охтирка) - «Нива» (Вінниця) - СК «Одеса» - «Поділля» (Хмельницький) - «Поліграфтехніка» (Олександрія) - «Прикарпаття» (Івано-Франківськ) - «Приладист» (Мукачеве) - «Рось» (Біла Церква) - «Скала» (Стрий) - «Сталь» (Алчевськ) - «Темп» (Шепетівка) - «Хімік» (Сєверодонецьк) - «Шахтар» (Павлоград) | Клуби другої ліги: - «Азовець» (Маріуполь) - «Бажановець» (Макіївка) - «Вагонобудівник» (Стаханов) - «Газовик» (Комарно) - «Галичина» (Дрогобич) - «Дніпро» (Черкаси) - «Дністер» (Заліщики) - «Дружба» (Осипенко) - «Зірка» (Кіровоград) - «ЗС-Оріяна» (Київ) - «Кристал» (Херсон) - «Меліоратор» (Каховка) - «Хімік» (Житомир) - «Титан» (Армянськ) - «Чайка» (Севастополь) - «Чорноморець-2» (Одеса) - «Шахтар-2» (Донецьк) - «Явір» (Краснопілля) | Інші клуби (володарі або фіналісти обласних кубків): - «Авангард» (Лозова) - «Благо» (Благоєве) - «Вуглик» (Білозерське) - «Гірник» (Павлоград) - «Динамо-3» (Київ) - «Динамо» (Луганськ) - «Здвиж» (Бородянка) - «Інтурист» (Ялта) - «Керамік» (Баранівка) - «Лада» (Чернівці) - «Локомотив» (Рівне) - «Металіст» (Іршава) - «Нафтохімік» (Кременчук) - «Олімпія» (Южноукраїнськ) - «Орбіта» (Запоріжжя) - «Папірник» (Понінка) - «Поділля» (Кирнасівка) - «Поліграфтехніка-2» (Олександрія) - «Птахівник» (Великі Гаї) - «Ротор» (Черкаси) - «Сокіл-ЛОРТА» (Львів) - «Спартак» (Охтирка) - «Таврія» (Новотроїцьке) - «Хутровик» (Тисмениця) |

## Перелік матчів

### 1/64 фіналу
| 26 липня 1992 року.               |     |                                  |              |
| «Поділля» (Кирнасівка)            | 1:3 | «Нива» (Вінниця)                 |              |
| 1 серпня 1992 року.               |     |                                  |              |
| «Поліграфтехніка-2» (Олександрія) | 1:0 | «Дніпро» (Черкаси)               |              |
| «Титан» (Армянськ)                | 1:2 | «Чайка» (Севастополь)            | дч           |
| «Інтурист» (Ялта)                 | 0:1 | «Темп» (Шепетівка)               |              |
| «Локомотив» (Рівне)               | 1:0 | «Поділля» (Хмельницький)         | дч           |
| «Динамо-3» (Київ)                 | 2:0 | «Десна» (Чернігів)               |              |
| «Птахівник» (Великі Гаї)          | 1:0 | «Галичина» (Дрогобич)            |              |
| «Газовик» (Комарно)               | 0:0 | «Скала» (Стрий)                  | дч, пен. 4:2 |
| «Хутровик» (Тисмениця)            | 1:1 | «Прикарпаття» (Івано-Франківськ) | дч, пен. 1:3 |
| «Лада» (Чернівці)                 | 1:0 | «Дністер» (Заліщики)             |              |
| «Сокіл-ЛОРТА» (Львів)             | 2:0 | «Закарпаття» (Ужгород)           |              |
| «Металіст» (Іршава)               | 3:0 | «Приладист» (Мукачеве)           |              |
| «Керамік» (Баранівка)             | 2:1 | «Кристал» (Чортків)              |              |
| «Папірник» (Понінка)              | 0:4 | «Полісся» (Житомир)              |              |
| «Здвиж» (Бородянка)               | 3:1 | «ЗС-Оріяна» (Київ)               |              |
| «Гірник» (Павлоград)              | 0:3 | «Зірка» (Кіровоград)             |              |
| «Явір» (Краснопілля)              | 2:0 | «Автомобіліст» (Суми)            |              |
| «Хімік» (Сєвєродонецьк)           | 1:0 | «Сталь» (Алчевськ)               |              |
| «Динамо» (Луганськ)               | 4:2 | «Вагонобудівник» (Стаханов)      | дч           |
| «Авангард» (Лозова)               | 0:1 | «Нафтовик» (Охтирка)             |              |
| «Спартак» (Охтирка)               | 0:1 | «Ворскла» (Полтава)              |              |
| «Нафтохімік» (Кременчук)          | 1:1 | «Динамо-2» (Київ)                | дч, пен. 2:4 |
| «Орбіта» (Запоріжжя)              | 1:2 | «Рось» (Біла Церква)             |              |
| «Вуглик» (Білозерське)            | 2:3 | «Шахтар» (Павлоград)             |              |
| «Таврія» (Новотроїцьке)           | 0:1 | «Металург» (Нікополь)            | дч           |
| «Бажановець» (Макіївка)           | 2:3 | «Шахтар-2» (Донецьк)             |              |
| «Дружба» (Осипенко)               | 2:0 | «Азовець» (Маріуполь)            |              |
| «Олімпія» (Южноукраїнськ)         | 3:4 | СК «Одеса»                       | дч           |
| «Чорноморець-2» (Одеса)           | 1:4 | «Артанія» (Очаків)               |              |
| «Благо» (Благоєве)                | 1:2 | «Евіс» (Миколаїв)                | дч           |
| «Меліоратор» (Каховка)            | 2:0 | «Кристал» (Херсон)               |              |
| 4 серпня 1992 року.               |     |                                  |              |
| «Ротор» (Черкаси)                 | 2:3 | «Поліграфтехніка» (Олександрія)  |              |

### 1/32 фіналу
| 7 серпня 1992 року.              |     |                                   |                |
| «Поліграфтехніка» (Олександрія)  | 4:0 | «Поліграфтехніка-2» (Олександрія) |                |
| «Чайка» (Севастополь)            | 0:2 | «Темп» (Шепетівка)                |                |
| «Птахівник» (Великі Гаї)         | 1:4 | «Газовик» (Комарно)               |                |
| «Прикарпаття» (Івано-Франківськ) | 5:1 | «Лада» (Чернівці)                 |                |
| «Сокіл-ЛОРТА» (Львів)            | 4:1 | «Металіст» (Іршава)               |                |
| «Нива» (Вінниця)                 | 3:0 | «Керамік» (Баранівка)             | дч             |
| «Хімік» (Житомир)                | 2:0 | «Здвиж» (Бородянка)               |                |
| «Зірка» (Кіровоград)             | 0:0 | «Явір» (Краснопілля)              | дч, пен. 10:11 |
| «Хімік» (Сєвєродонецьк)          | 4:3 | «Динамо» (Луганськ)               | дч             |
| «Нафтовик» (Охтирка)             | 3:2 | «Ворскла» (Полтава)               |                |
| «Динамо-2» (Київ)                | 3:2 | «Рось» (Біла Церква)              | дч             |
| «Шахтар» (Павлоград)             | 3:1 | «Металург» (Нікополь)             |                |
| «Шахтар-2» (Донецьк)             | 5:0 | «Дружба» (Осипенко)               |                |
| СК «Одеса»                       | 3:0 | «Артанія» (Очаків)                |                |
| «Евіс» (Миколаїв)                | 2:0 | «Меліоратор» (Каховка)            |                |
| 15 серпня 1992 року.             |     |                                   |                |
| «Локомотив» (Рівне)              | 1:0 | «Динамо-3» (Київ)                 |                |

### 1/16 фіналу
|                                     | Заг. |                            | Матч 1 | Матч 2 |  |
| ----------------------------------- | ---- | -------------------------- | ------ | ------ |  |
| 1 вересня і 11 листопада 1992 року. |      |                            |        |        |  |
| «Поліграфтехніка» (Олександрія)     | 1:7  | «Металіст» (Харків)        | 1:2    | 0:5    |  |
| «Локомотив» (Рівне)                 | 1:2  | «Нива» (Тернопіль)         | 0:0    | 1:2    |  |
| «Прикарпаття» (Івано-Франківськ)    | +:−  | «Кривбас» (Кривий Ріг)     | +:−    |        |  |
| «Хімік» (Житомир)                   | 2:4  | «Волинь» (Луцьк)           | 1:1    | 1:3    |  |
| «Явір» (Краснопілля)                | 1:5  | «Кремінь» (Кременчук)      | 0:3    | 1:2    |  |
| «Хімік» (Сєверодонецьк)             | 5:4  | «Шахтар» (Донецьк)         | 4:3    | 1:1    |  |
| «Нафтовик» (Охтирка)                | 1:2  | «Торпедо» (Запоріжжя)      | 1:0    | 0:2    |  |
| «Динамо-2» (Київ)                   | 3:3  | «Верес» (Рівне)            | 2:2    | 1:1    |  |
| «Шахтар-2» (Донецьк)                | 2:5  | «Металург» (Запоріжжя)     | 0:0    | 2:5    |  |
| «Евіс» (Миколаїв)                   | 1:3  | «Карпати» (Львів)          | 1:0    | 0:3    |  |
| «Темп» (Шепетівка)                  | 5:5  | «Буковина» (Чернівці)      | 2:1    | 3:4    |  |
| «Газовик» (Комарно)                 | 2:3  | «Дніпро» (Дніпропетровськ) | 2:3    | −:+    |  |
| «Сокіл-ЛОРТА» (Львів)               | 0:10 | «Динамо» (Київ)            | 0:7    | 0:3    |  |
| «Нива» (Вінниця)                    | 2:3  | «Зоря-МАЛС» (Луганськ)     | 2:1    | 0:2    |  |
| «Шахтар» (Павлоград)                | 1:4  | «Таврія» (Сімферополь)     | 1:1    | 0:3    |  |
| СК «Одеса»                          | 3:3  | «Чорноморець» (Одеса)      | 0:1    | 3:2    |  |

Команди «Кривбас» та «Газовик» були виключені з розіграшу за неявки на ігри і дискваліфіковані на наступний сезон.

### 1/8 фіналу
|                                        | Заг. |                            | Матч 1 | Матч 2 |  |
| -------------------------------------- | ---- | -------------------------- | ------ | ------ |  |
| 25 листопада і 29 листопада 1992 року. |      |                            |        |        |  |
| «Кремінь» (Кременчук)                  | 2:2  | «Хімік» (Сєвєродонецьк)    | 2:1    | 0:1    |  |
| «Торпедо» (Запоріжжя)                  | 4:3  | «Верес» (Рівне)            | 3:1    | 1:2    |  |
| «Таврія» (Сімферополь)                 | 1:4  | «Металург» (Запоріжжя)     | 1:1    | 0:3    |  |
| СК «Одеса»                             | 2:3  | «Карпати» (Львів)          | 0:0    | 2:3    |  |
| «Металіст» (Харків)                    | 1:0  | «Темп» (Шепетівка)         | 1:0    | 0:0    |  |
| «Нива» (Тернопіль)                     | 3:2  | «Дніпро» (Дніпропетровськ) | 3:0    | 0:2    |  |
| «Прикарпаття» (Івано-Франківськ)       | 1:6  | «Динамо» (Київ)            | 0:2    | 1:4    |  |
| «Зоря-МАЛС» (Луганськ)                 | 3:5  | «Волинь» (Луцьк)           | 3:0    | 0:5    |  |

### Чвертьфінали
|                                   | Заг. |                       | Матч 1 | Матч 2 |  |
| --------------------------------- | ---- | --------------------- | ------ | ------ |  |
| 24 березня і 10 квітня 1993 року. |      |                       |        |        |  |
| «Хімік» (Сєвєродонецьк)           | 0:1  | «Торпедо» (Запоріжжя) | 0:0    | 0:1    |  |
| «Металург» (Запоріжжя)            | 1:3  | «Карпати» (Львів)     | 0:1    | 1:2    |  |
| «Металіст» (Харків)               | 2:2  | «Нива» (Тернопіль)    | 1:0    | 1:2    |  |
| «Динамо» (Київ)                   | 7:3  | «Волинь» (Луцьк)      | 5:1    | 2:2    |  |

### Півфінали
|                                  | Заг. |                   | Матч 1 | Матч 2 |  |
| -------------------------------- | ---- | ----------------- | ------ | ------ |  |
| 20 квітня і 11 травня 1993 року. |      |                   |        |        |  |
| «Торпедо» (Запоріжжя)            | 1:3  | «Карпати» (Львів) | 0:1    | 1:2    |  |
| «Металіст» (Харків)              | 1:4  | «Динамо» (Київ)   | 1:1    | 0:3    |  |

### Фінал
| 30 травня 1993 року. +17 °C |

| «Динамо» (Київ)           | 2:1      | «Карпати» (Львів) |
| ------------------------- | -------- | ----------------- |
| Леоненко 23', Топчієв 64' | протокол | Плотко 89' (пен.) |

| Київ, Республіканський стадіон Глядачів: 47 000 Арбітр: Володимир П'яних (Донецьк) |

| Володар Кубка України 1992/93 |
| ----------------------------- |
| «Динамо» (Київ) Вперше        |

## Найкращі бомбардири
|    | Гравець            | Клуб                              | Ігри | Голи (пен.) |
| -- | ------------------ | --------------------------------- | ---- | ----------- |
| 1  | Віталій Парахневич | СК «Одеса»                        | 6    | 8           |
| 2  | Віктор Леоненко    | «Динамо» (Київ)                   | 5    | 5           |
| 3  | Роман Бондаренко   | «Торпедо» (Запоріжжя)             | 7    | 5           |
| 4  | Сергій Мізін       | «Динамо-2» (Київ) «Динамо» (Київ) | 11   | 5 (1)       |
| 5  | Ігор Шинкарьов     | «Газовик» (Комарно)               | 3    | 4           |
| 6  | Олександр Призетко | «Металіст» (Харків)               | 6    | 4           |
| 7  | Павло Шкапенко     | «Динамо» (Київ)                   | 7    | 4           |
| 8  | Ігор Плотко        | «Карпати» (Львів)                 | 8    | 4 (2)       |
| 9  | Віталій Мінтенко   | «Динамо» (Київ)                   | 2    | 3           |
| 10 | Спартак Жигулін    | «Шахтар-2» (Донецьк)              | 4    | 3 (1)       |

## Підсумкова таблиця
| Етап        | Команда                           | I | В | Н | П | РМ    | О  |
| ----------- | --------------------------------- | - | - | - | - | ----- | -- |
| Володар     | «Динамо» (Київ)                   | 9 | 7 | 2 | 0 | 29−6  | 16 |
| Фіналіст    | «Карпати» (Львів)                 | 9 | 6 | 1 | 2 | 13−7  | 13 |
| Півфінал    | «Металіст» (Харків)               | 8 | 4 | 2 | 2 | 11−7  | 10 |
| Півфінал    | «Торпедо» (Запоріжжя)             | 8 | 3 | 1 | 4 | 8−7   | 7  |
| 1/4 фіналу  | «Хімік» (Сєверодонецьк)           | 8 | 4 | 2 | 2 | 12−10 | 10 |
| 1/4 фіналу  | «Нива» (Тернопіль)                | 6 | 3 | 1 | 2 | 7−5   | 7  |
| 1/4 фіналу  | «Металург» (Запоріжжя)            | 6 | 2 | 2 | 2 | 10−6  | 6  |
| 1/4 фіналу  | «Волинь» (Луцьк)                  | 6 | 2 | 2 | 2 | 12−12 | 6  |
| 1/8 фіналу  | СК «Одеса»                        | 6 | 3 | 1 | 2 | 12−9  | 7  |
| 1/8 фіналу  | «Темп» (Шепетівка)                | 6 | 3 | 1 | 2 | 8−6   | 7  |
| 1/8 фіналу  | «Кремінь» (Кременчук)             | 4 | 3 | 0 | 1 | 7−3   | 6  |
| 1/8 фіналу  | «Дніпро» (Дніпропетровськ)        | 3 | 2 | 0 | 1 | 5−5   | 4  |
| 1/8 фіналу  | «Таврія» (Сімферополь)            | 4 | 1 | 2 | 1 | 5−5   | 4  |
| 1/8 фіналу  | «Зоря-МАЛС» (Луганськ)            | 4 | 2 | 0 | 2 | 6−7   | 4  |
| 1/8 фіналу  | «Верес» (Рівне)                   | 4 | 1 | 2 | 1 | 6−7   | 4  |
| 1/8 фіналу  | «Прикарпаття» (Івано-Франківськ)  | 4 | 1 | 1 | 2 | 7−8   | 3  |
| 1/16 фіналу | «Нива» (Вінниця)                  | 4 | 3 | 0 | 1 | 8−4   | 6  |
| 1/16 фіналу | «Евіс» (Миколаїв)                 | 4 | 3 | 0 | 1 | 5−4   | 6  |
| 1/16 фіналу | «Нафтовик» (Охтирка)              | 4 | 3 | 0 | 1 | 5−4   | 6  |
| 1/16 фіналу | «Хімік» (Житомир)                 | 4 | 2 | 1 | 1 | 8−4   | 5  |
| 1/16 фіналу | «Шахтар-2» (Донецьк)              | 4 | 2 | 1 | 1 | 10−7  | 5  |
| 1/16 фіналу | «Динамо-2» (Київ)                 | 4 | 1 | 3 | 0 | 7−6   | 5  |
| 1/16 фіналу | «Локомотив» (Рівне)               | 4 | 2 | 1 | 1 | 3−2   | 5  |
| 1/16 фіналу | «Шахтар» (Павлоград)              | 4 | 2 | 1 | 1 | 7−7   | 5  |
| 1/16 фіналу | «Поліграфтехніка» (Олександрія)   | 4 | 2 | 0 | 2 | 8−9   | 4  |
| 1/16 фіналу | «Сокіл-ЛОРТА» (Львів)             | 4 | 2 | 0 | 2 | 6−11  | 4  |
| 1/16 фіналу | «Газовик» (Комарно)               | 3 | 1 | 1 | 1 | 6−4   | 3  |
| 1/16 фіналу | «Явір» (Краснопілля)              | 4 | 1 | 1 | 2 | 3−5   | 3  |
| 1/16 фіналу | «Буковина» (Чернівці)             | 2 | 1 | 0 | 1 | 5−5   | 2  |
| 1/16 фіналу | «Чорноморець» (Одеса)             | 2 | 1 | 0 | 1 | 3−3   | 2  |
| 1/16 фіналу | «Шахтар» (Донецьк)                | 2 | 0 | 1 | 1 | 4−5   | 1  |
| 1/16 фіналу | «Кривбас» (Кривий Ріг)            | 0 | 0 | 0 | 0 | 0−0   | 0  |
| 1/32 фіналу | «Зірка» (Кіровоград)              | 2 | 1 | 1 | 0 | 3−0   | 3  |
| 1/32 фіналу | «Динамо» (Луганськ)               | 2 | 1 | 0 | 1 | 7−6   | 2  |
| 1/32 фіналу | «Динамо-3» (Київ)                 | 2 | 1 | 0 | 1 | 2−1   | 2  |
| 1/32 фіналу | «Артанія» (Очаків)                | 2 | 1 | 0 | 1 | 4−4   | 2  |
| 1/32 фіналу | «Металіст» (Іршава)               | 2 | 1 | 0 | 1 | 4−4   | 2  |
| 1/32 фіналу | «Рось» (Біла Церква)              | 2 | 1 | 0 | 1 | 4−4   | 2  |
| 1/32 фіналу | «Ворскла» (Полтава)               | 2 | 1 | 0 | 1 | 3−3   | 2  |
| 1/32 фіналу | «Здвиж» (Бородянка)               | 2 | 1 | 0 | 1 | 3−3   | 2  |
| 1/32 фіналу | «Меліоратор» (Каховка)            | 2 | 1 | 0 | 1 | 2−2   | 2  |
| 1/32 фіналу | «Металург» (Нікополь)             | 2 | 1 | 0 | 1 | 2−3   | 2  |
| 1/32 фіналу | «Чайка» (Севастополь)             | 2 | 1 | 0 | 1 | 2−3   | 2  |
| 1/32 фіналу | «Керамік» (Баранівка)             | 2 | 1 | 0 | 1 | 2−4   | 2  |
| 1/32 фіналу | «Птахівник» (Великі Гаї)          | 2 | 1 | 0 | 1 | 2−4   | 2  |
| 1/32 фіналу | «Дружба» (Осипенко)               | 2 | 1 | 0 | 1 | 2−5   | 2  |
| 1/32 фіналу | «Лада» (Чернівці)                 | 2 | 1 | 0 | 1 | 2−5   | 2  |
| 1/32 фіналу | «Поліграфтехніка-2» (Олександрія) | 2 | 1 | 0 | 1 | 1−4   | 2  |
| 1/64 фіналу | «Нафтохімік» (Кременчук)          | 1 | 0 | 1 | 0 | 1−1   | 1  |
| 1/64 фіналу | «Хутровик» (Тисмениця)            | 1 | 0 | 1 | 0 | 1−1   | 1  |
| 1/64 фіналу | «Скала» (Стрий)                   | 1 | 0 | 1 | 0 | 0−0   | 1  |
| 1/64 фіналу | «Олімпія» (Южноукраїнськ)         | 1 | 0 | 0 | 1 | 3−4   | 0  |
| 1/64 фіналу | «Бажановець» (Макіївка)           | 1 | 0 | 0 | 1 | 2−3   | 0  |
| 1/64 фіналу | «Вуглик» (Білозерське)            | 1 | 0 | 0 | 1 | 2−3   | 0  |
| 1/64 фіналу | «Ротор» (Черкаси)                 | 1 | 0 | 0 | 1 | 2−3   | 0  |
| 1/64 фіналу | «Благо» (Благоєве)                | 1 | 0 | 0 | 1 | 1−2   | 0  |
| 1/64 фіналу | «Кристал» (Чортків)               | 1 | 0 | 0 | 1 | 1−2   | 0  |
| 1/64 фіналу | «Орбіта» (Запоріжжя)              | 1 | 0 | 0 | 1 | 1−2   | 0  |
| 1/64 фіналу | «Титан» (Армянськ)                | 1 | 0 | 0 | 1 | 1−2   | 0  |
| 1/64 фіналу | «Авангард» (Лозова)               | 1 | 0 | 0 | 1 | 0−1   | 0  |
| 1/64 фіналу | «Галичина» (Дрогобич)             | 1 | 0 | 0 | 1 | 0−1   | 0  |
| 1/64 фіналу | «Дніпро» (Черкаси)                | 1 | 0 | 0 | 1 | 0−1   | 0  |
| 1/64 фіналу | «Дністер» (Заліщики)              | 1 | 0 | 0 | 1 | 0−1   | 0  |
| 1/64 фіналу | «Інтурист» (Ялта)                 | 1 | 0 | 0 | 1 | 0−1   | 0  |
| 1/64 фіналу | «Поділля» (Хмельницький)          | 1 | 0 | 0 | 1 | 0−1   | 0  |
| 1/64 фіналу | «Спартак» (Охтирка)               | 1 | 0 | 0 | 1 | 0−1   | 0  |
| 1/64 фіналу | «Сталь» (Алчевськ)                | 1 | 0 | 0 | 1 | 0−1   | 0  |
| 1/64 фіналу | «Таврія» (Новотроїцьке)           | 1 | 0 | 0 | 1 | 0−1   | 0  |
| 1/64 фіналу | «Вагонобудівник» (Стаханов)       | 1 | 0 | 0 | 1 | 2−4   | 0  |
| 1/64 фіналу | «Поділля» (Кирнасівка)            | 1 | 0 | 0 | 1 | 1−3   | 0  |
| 1/64 фіналу | «ЗС-Оріяна» (Київ)                | 1 | 0 | 0 | 1 | 1−3   | 0  |
| 1/64 фіналу | «Автомобіліст» (Суми)             | 1 | 0 | 0 | 1 | 0−2   | 0  |
| 1/64 фіналу | «Азовець» (Маріуполь)             | 1 | 0 | 0 | 1 | 0−2   | 0  |
| 1/64 фіналу | «Десна» (Чернігів)                | 1 | 0 | 0 | 1 | 0−2   | 0  |
| 1/64 фіналу | «Закарпаття» (Ужгород)            | 1 | 0 | 0 | 1 | 0−2   | 0  |
| 1/64 фіналу | «Кристал» (Херсон)                | 1 | 0 | 0 | 1 | 0−2   | 0  |
| 1/64 фіналу | «Чорноморець-2» (Одеса)           | 1 | 0 | 0 | 1 | 1−4   | 0  |
| 1/64 фіналу | «Гірник» (Павлоград)              | 1 | 0 | 0 | 1 | 0−3   | 0  |
| 1/64 фіналу | «Приладист» (Мукачеве)            | 1 | 0 | 0 | 1 | 0−3   | 0  |
| 1/64 фіналу | «Папірник» (Понінка)              | 1 | 0 | 0 | 1 | 0−4   | 0  |

Разом                                                                                    89  34  89  311 311